# Henryk Pisarek
Henryk Pisarek (ur. 1933, zm. 20 sierpnia 2021) – polski filozof, prof. dr hab.

## Życiorys
Obronił pracę doktorską, następnie uzyskał stopień doktora habilitowanego. 29 marca 1996 nadano mu tytuł profesora w zakresie nauk humanistycznych. Został zatrudniony w Instytucie Filozofii na Wydziale Nauk Społecznych Uniwersytetu Wrocławskiego.
Zmarł 20 sierpnia 2021.

## Odznaczenia
- Krzyż Kawalerski Orderu Odrodzenia Polski[1]